# 加茂站 (新潟縣)
加茂站（日语：／ Kamo eki */?）是位於新潟縣加茂市站前1番1號，屬於東日本旅客鐵道（JR東日本）的信越本線車站。本站是加茂市的中心車站，為與JR西日本關西本線加茂站區別，因此會在車票上印上「（信）加茂」。
本站在1985年前可轉乘蒲原鐵道，而車站的西出口曾經為蒲原鐵道時代的站房。

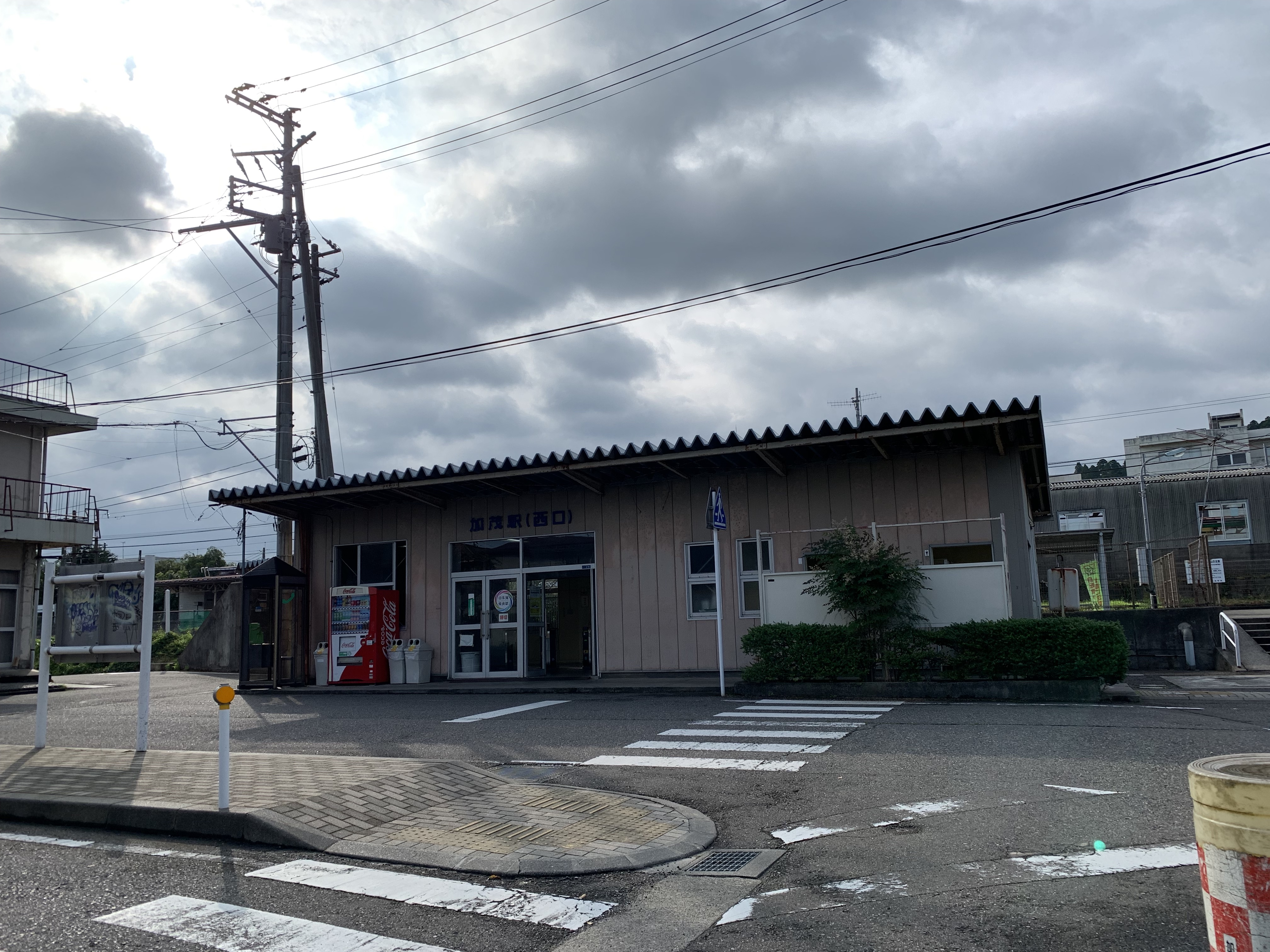
西口(2022年6月)

## 歷史

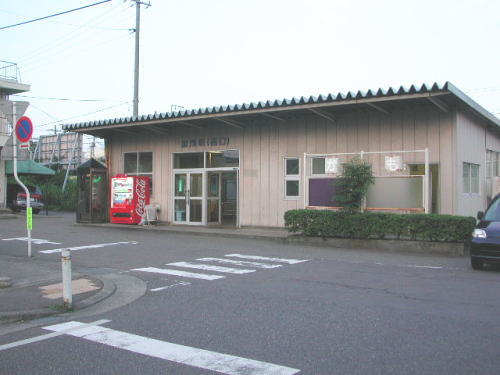
蒲原鐵道時期的西出入口（2004年7月）

- 1897年（明治30年）11月20日：北越鐵道沼垂站（日语：沼垂駅）至一之木戶站（現時為東三條站）之間開通，此站啟用[1]。
- 1907年（明治40年）8月1日：北越鐵道根據鐵道國有法（日语：鉄道国有法）而國有化。成為帝國鐵道廳（國鐵）車站。
- 1930年（昭和5年）10月20日：蒲原鐵道線此站至東加茂站（日语：東加茂駅）之間開通，全線開通。
- 1974年（昭和49年）5月：綠色窗口開始營業[2]。
- 1978年（昭和53年）12月26日：西出口的蒲原鐵道車站大樓啟用[3]。
- 1985年（昭和60年）3月31日：蒲原鐵道線此站至村松站（日语：村松駅_(新潟県)）之間廢止，改為巴士路線服務。
- 1987年（昭和62年）4月1日：伴隨國鐵分割民營化，車站由東日本旅客鐵道（JR東日本）營運。
- 2005年（平成17年）1月13日：東出口車站大樓內的自動閘機開始使用。西出口則在2月1日才開始使用。
- 2006年（平成18年）1月21日：此站開始可以使用IC卡「Suica」[4]。
- 2017年（平成29年）4月1日：隨著車站成為業務委託車站，取消加茂站長，車站由燕三條站負責。

## 車站構造

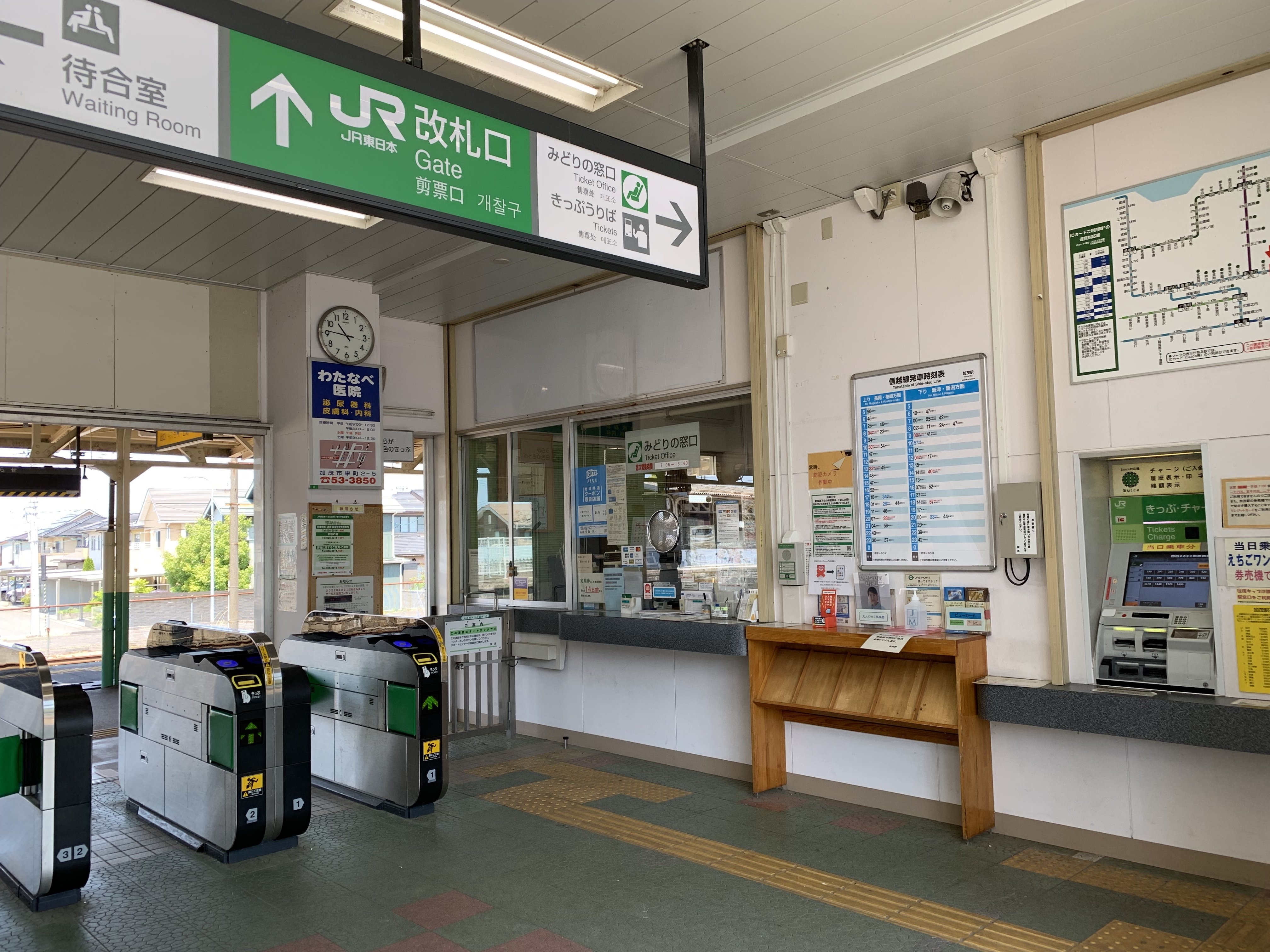
東驗票口(2022年5月)

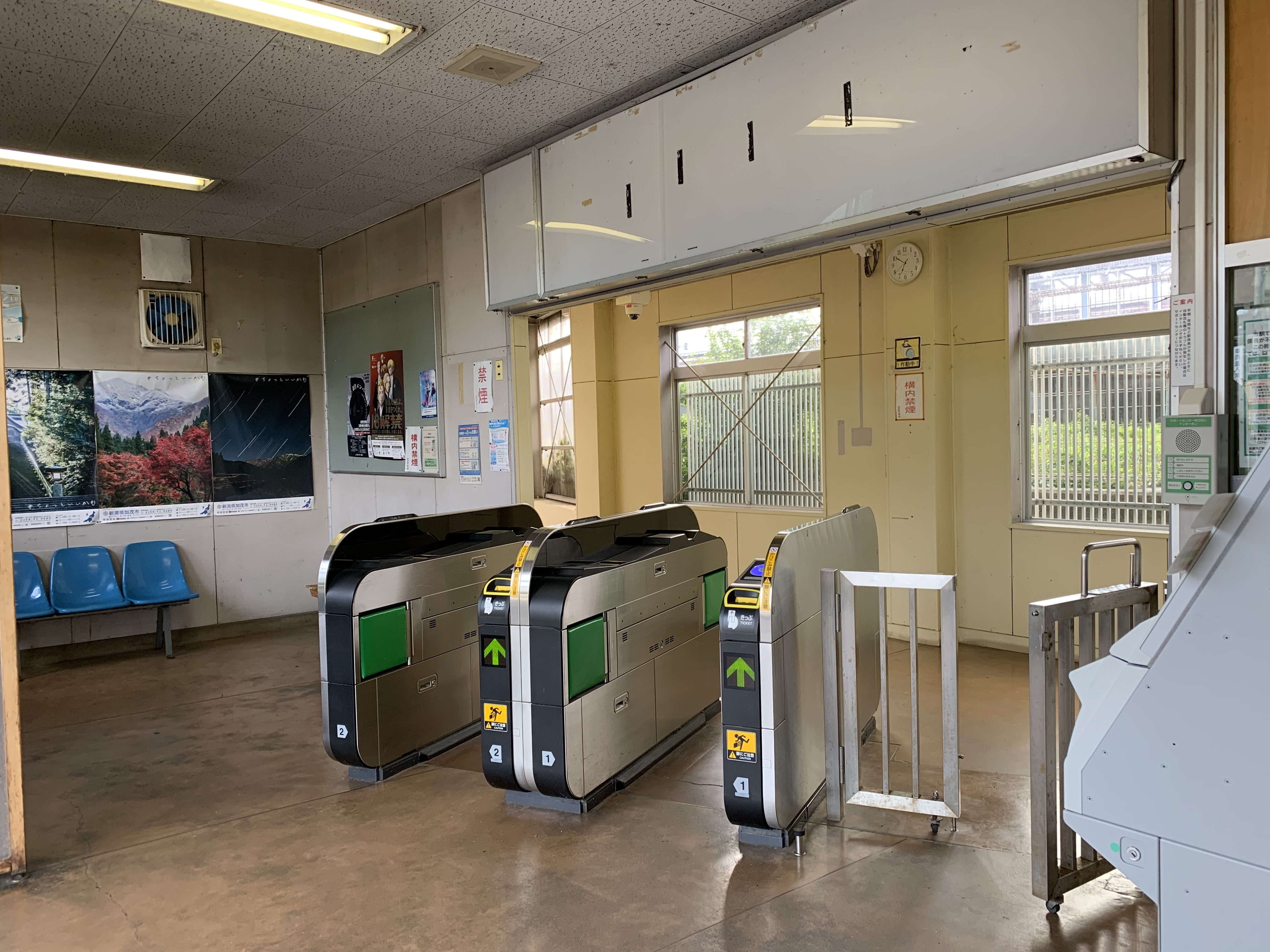
西驗票口(2022年6月)

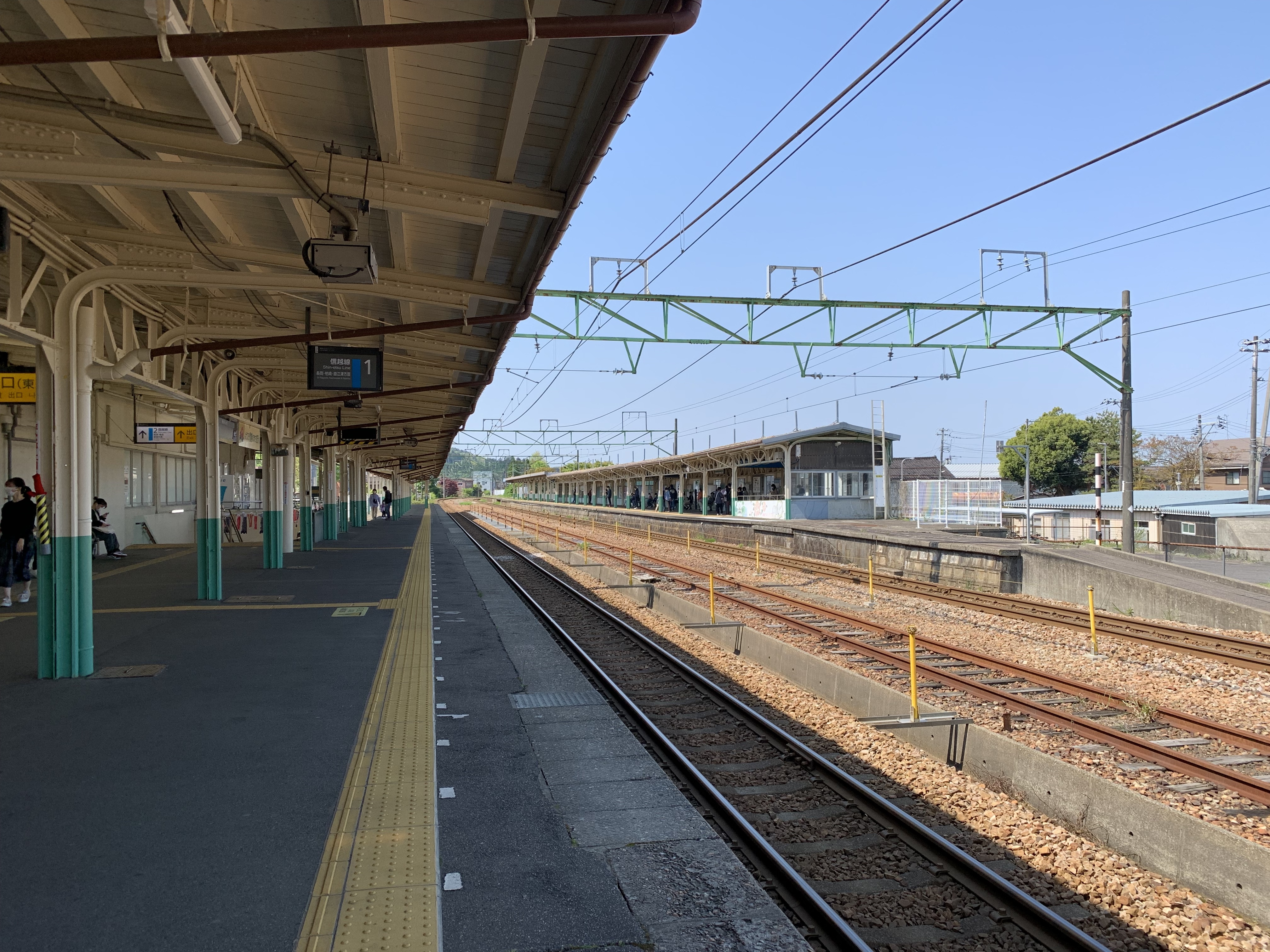
月台(2022年5月)

本站是地面車站，設有2面2線的相對式月台。月台之間設有行人隧道連接。此站是由燕三條站管理的業務委託車站，委托JR新潟Business負責車站業務，但是早上和夜間沒有車站職員當值。
東西兩出口各有車站大樓，東出口內設有綠色窗口（營業時間 7:00～19:10，中間設有休息時段）、觸控式自動售票機、糖果自動販賣機、候車室和廁所等設施。站內也有自動閘機（東出口3部、西出口2部），所有閘機可使用Suica等IC卡。在東閘口中設有電子顯示屏顯示列車出發時間，在售票櫃臺營業時間以外會關閉該顯示屏。候車室使用時間為7:10〜19:40，投幣式儲物櫃位於候車室內，因此當候車室在使用時間外時便不能使用。
西出口為為蒲原鐵道時期的站房。當時委託國鐵加茂站負責西出口業務，該處也設有蒲原鐵道線的售票櫃臺和國鐵線專用的售票機。在蒲原鐵道線廢止後，售票櫃臺變成為詢問櫃臺，負責車站管理和閘口業務，自從引入自動閘機後櫃臺便關閉了。
西出口曾經設置無人車站的按鈕式自動售票機，在2019年(令和元年)8月27日與東出口共同轉為輕觸式自動售票機。西出口與2號月台之間設有蒲原鐵道月台（島式1面2線），現時已經撤走成為停泊單車場，前往2號月台的連接通道的出入口已經關閉。
月台上設有列車出發顯示器、列車進站表示器、飲料自動販賣機。廁所位於1號月台(長岡方向月台)。此站設有通過線(中線)，但是現時該路軌與本線分離，並撤去架空電纜。

### 月台
| 月台 | 路線      | 上下行 | 方向                   |
| ---- | --------- | ------ | ---------------------- |
| 1    | ■信越本線 | 上行   | 長岡、柏崎、直江津方向 |
| 2    | ■信越本線 | 下行   | 新津、龜田、新潟方向   |

參考

## 使用狀況
在2019年度（令和元年度），1日平均乘車人次為2,609人。
以下列出近年1日平均乘車人次：
| 乘車人次變化       | 乘車人次變化     | 乘車人次變化    |
| 年度               | 1日平均 乘車人次 | 參考資料        |
| ------------------ | ---------------- | --------------- |
| 2000年（平成12年） | 3,633            | [ 利用客数 2 ]  |
| 2001年（平成13年） | 3,549            | [ 利用客数 3 ]  |
| 2002年（平成14年） | 3,436            | [ 利用客数 4 ]  |
| 2003年（平成15年） | 3,408            | [ 利用客数 5 ]  |
| 2004年（平成16年） | 3,189            | [ 利用客数 6 ]  |
| 2005年（平成17年） | 3,195            | [ 利用客数 7 ]  |
| 2006年（平成18年） | 3,125            | [ 利用客数 8 ]  |
| 2007年（平成19年） | 3,098            | [ 利用客数 9 ]  |
| 2008年（平成20年） | 3,063            | [ 利用客数 10 ] |
| 2009年（平成21年） | 2,956            | [ 利用客数 11 ] |
| 2010年（平成22年） | 2,944            | [ 利用客数 12 ] |
| 2011年（平成23年） | 2,895            | [ 利用客数 13 ] |
| 2012年（平成24年） | 2,883            | [ 利用客数 14 ] |
| 2013年（平成25年） | 2,986            | [ 利用客数 15 ] |
| 2014年（平成26年） | 2,758            | [ 利用客数 16 ] |
| 2015年（平成27年） | 2,823            | [ 利用客数 17 ] |
| 2016年（平成28年） | 2,851            | [ 利用客数 18 ] |
| 2017年（平成29年） | 2,837            | [ 利用客数 19 ] |
| 2018年（平成30年） | 2,774            | [ 利用客数 20 ] |
| 2019年（令和元年） | 2,609            | [ 利用客数 1 ]  |

## 車站周邊

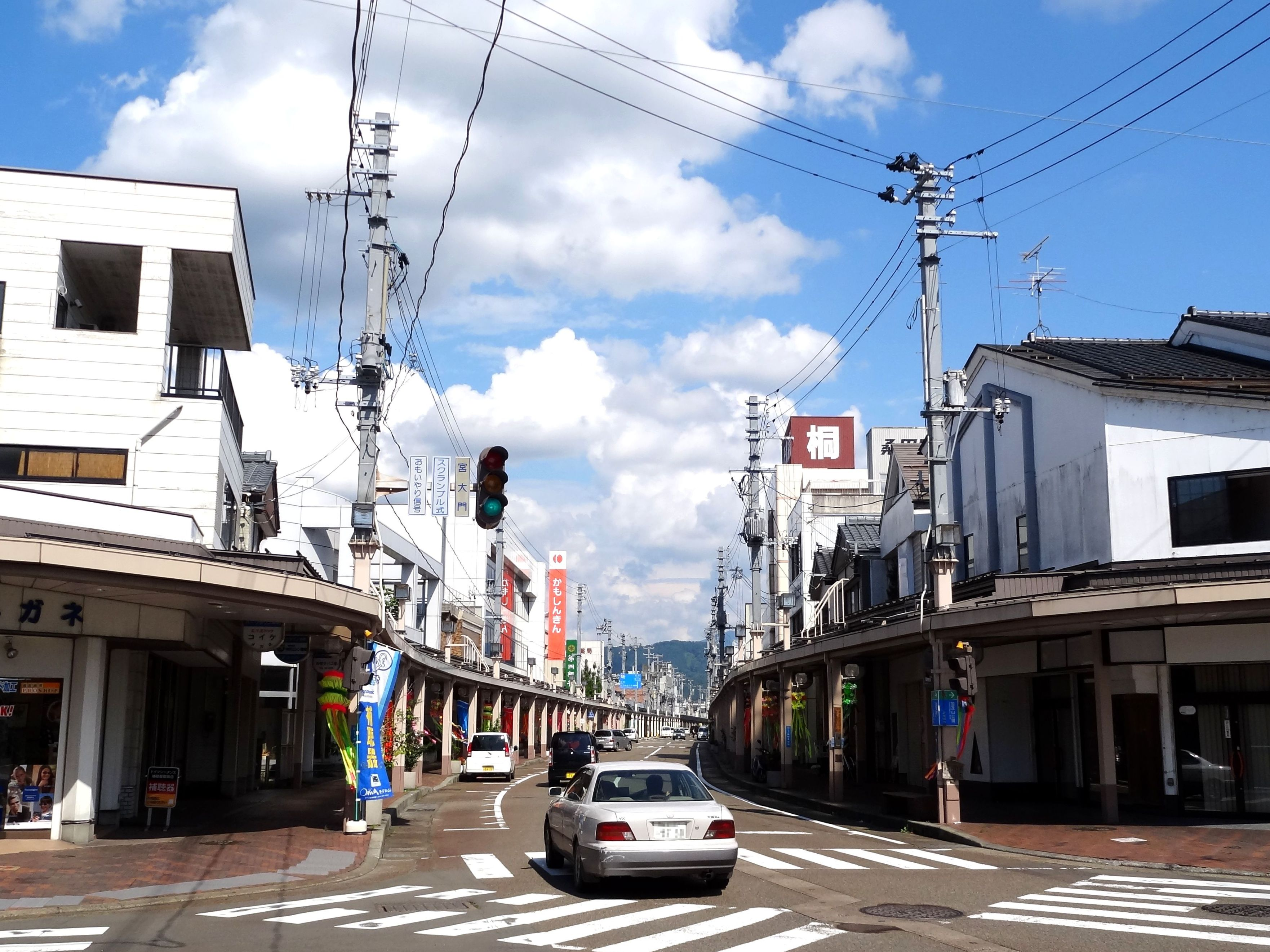
站前以東的商店街

### 東出口
在東出口一方為加茂市中心，設有上蓋的商店街。於站前設有商業設施「Meria」。另外，距離車站約500米設有青海神社和加茂山公園。東北方設有縣立加茂農林高校、加茂曉星高校、新潟經營大學，以上距三校距離此站最近。
此站設有停車場，供商店街使用者使用，但是沒有泊車轉乘專用的停車站，取而代之是使用加茂山公園的免費停車場，導致發生擁塞問題。

### 西出口
在西出口一方多為住宅區。在該處設有文化會館等公共機關、市政廳、縣立加茂高校。在國道403號上設有餐廳、超級市場、卡拉OK店等商店。

## 巴士路線

周邊的巴士路線圖（此站位於圖的右邊）。圖中省略了市民巴士。

東出口站前設有迴旋路，新潟交通觀光巴士、越後交通、加茂市營巴士3間巴士公司設有路線駛入此站站前。但是，大部分新潟交通觀光巴士路線均不駛入加茂站，而改為停穀町巴士站（在東出口步行約2分鐘）。

### 東出口
- 新潟交通觀光巴士（部分停穀町巴士站）
  - 幸町
  - 加茂醫院（日语：新潟県立加茂病院）前、新潟經營大學（日语：新潟経営大学）
  - 白根・潟東（日语：潟東村）營業所（經庄瀨）
  - 卷站前（經五反田、六分）
  - （經羽生田）
- 加茂市營市民巴士
  - 加茂市政廳
  - 川西、天神林方向（循環線）
  - 金割礦泉、高松、上戶倉 （經冬鳥越（日语：冬鳥越駅））
  - 村松站（日语：村松駅_(新潟県)）前 （經冬鳥越）
  - 高柳（經黑水）
  - 新飯田 （經五反田）
- 越後交通
  - 東三條站前、燕三條站三條出口、地場產中心（經保內）

### 西出口
- 加茂市營市民巴士
  - 天神林、川西方向（循環線，車站西出口急行班次）

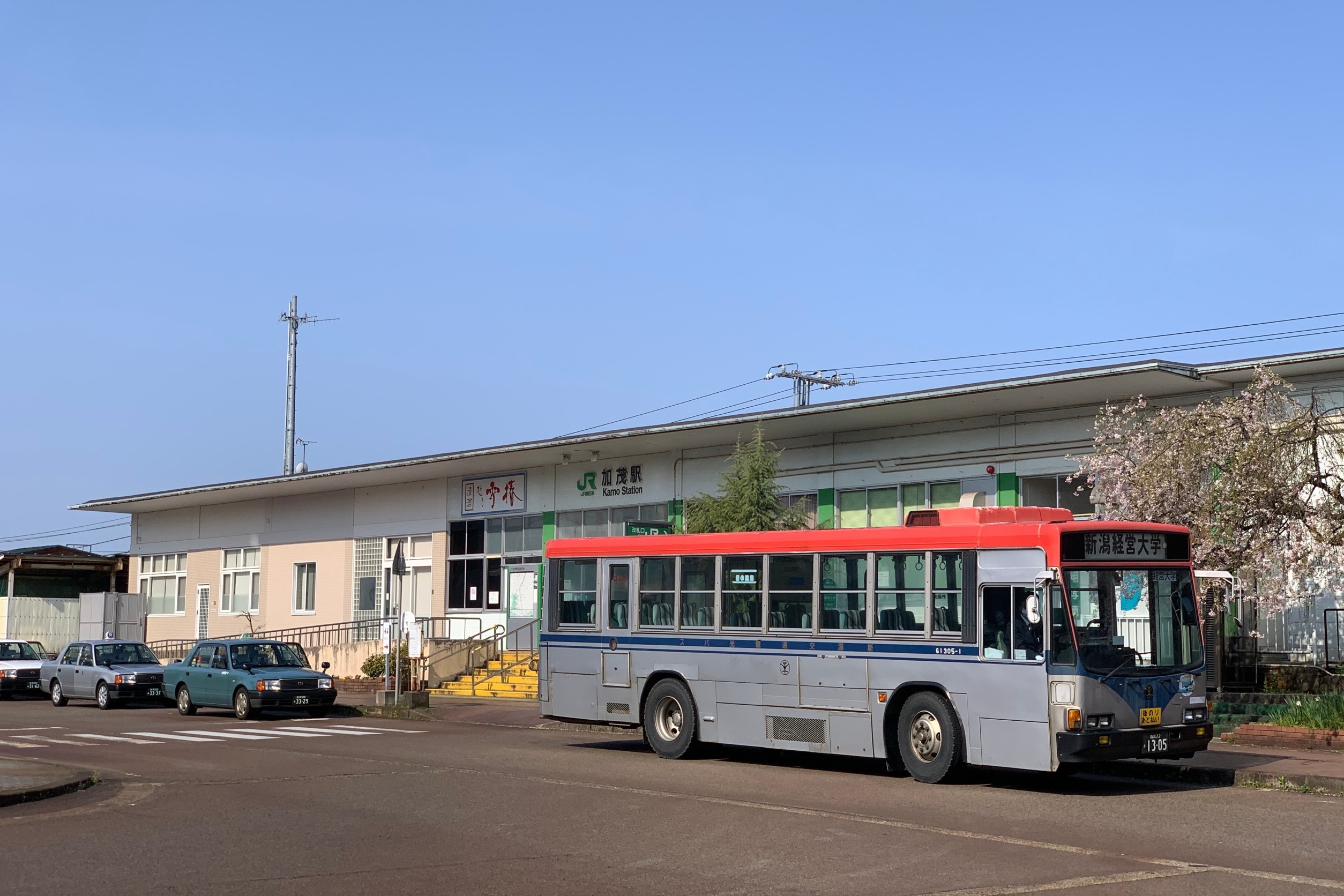
於站前停車中的新潟交通觀光巴士（日语：新潟交通観光バス）（2020年4月）
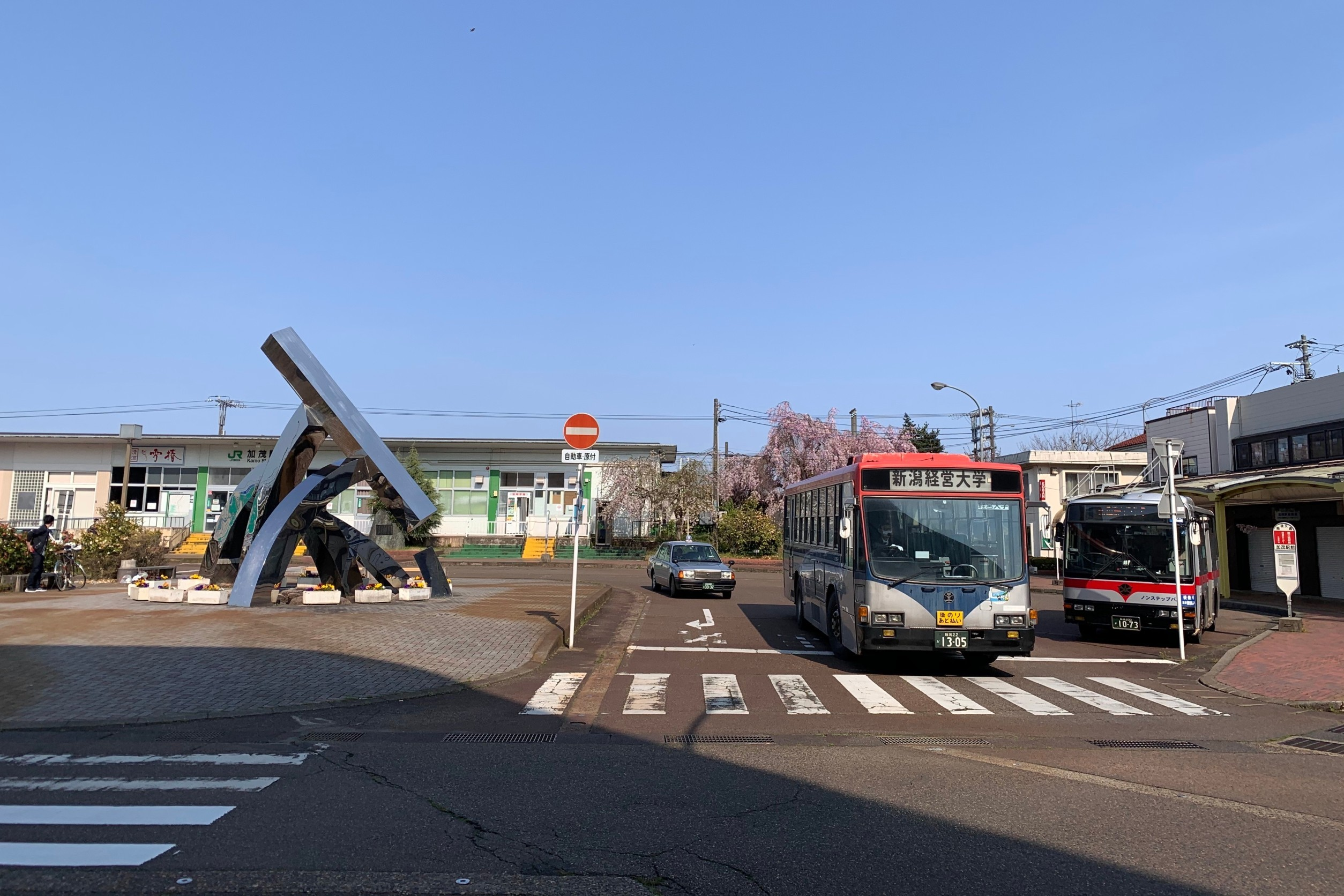
於站前出發的新潟交通觀光巴士和越後交通（2020年4月）
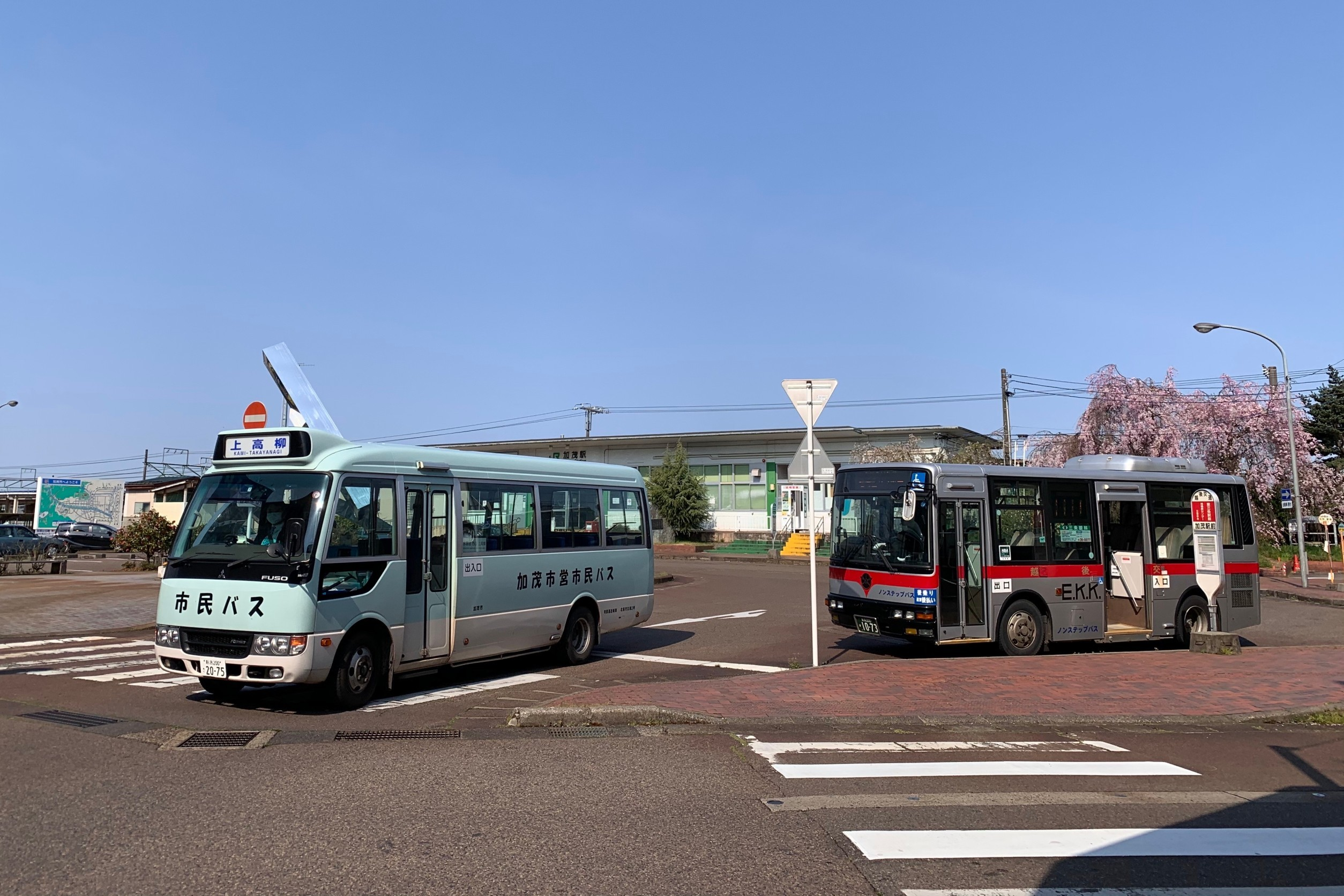
於站前出發的市民巴士和越後交通（2020年4月）
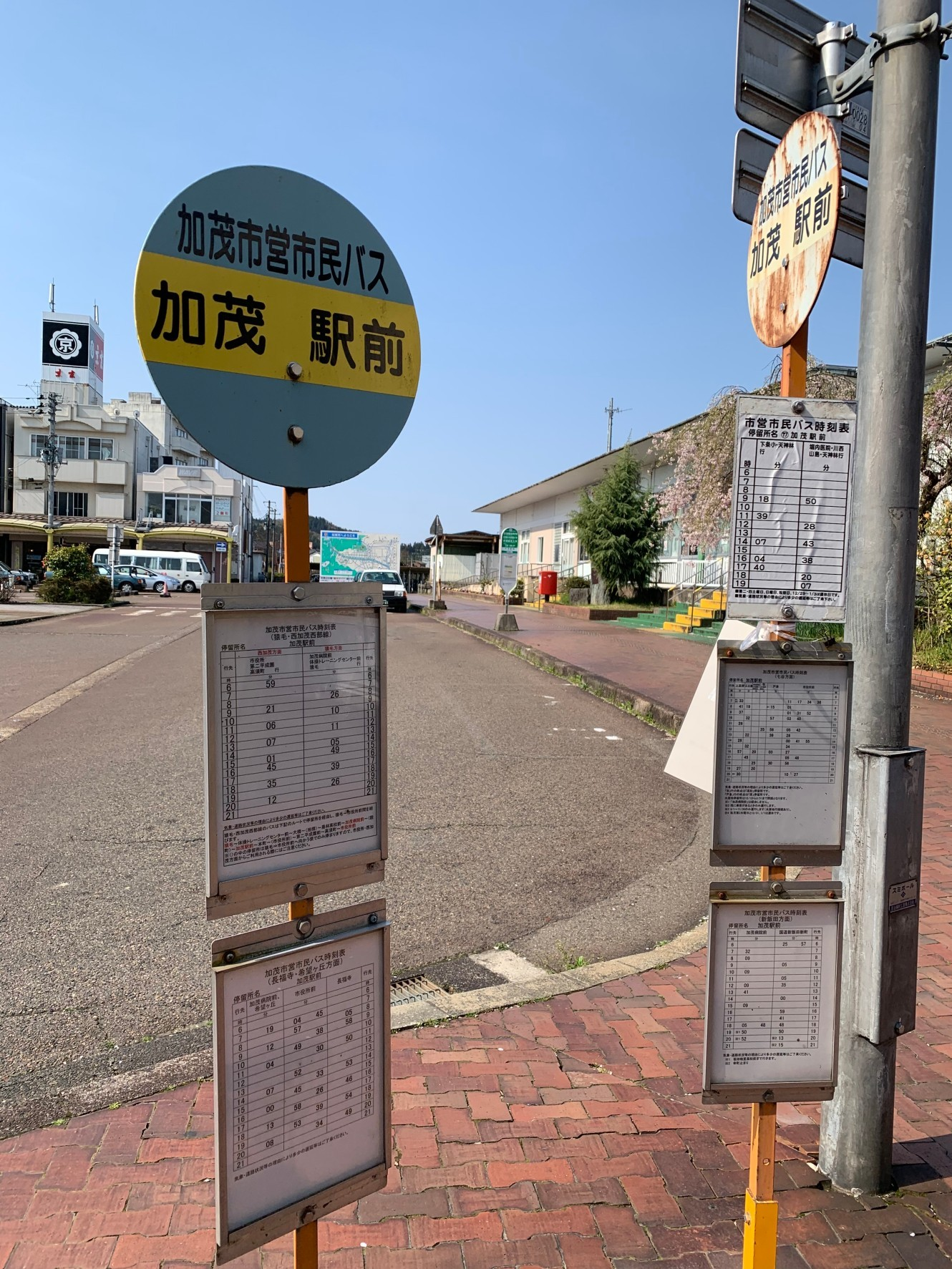
於東出口的市民巴士站（2020年4月）
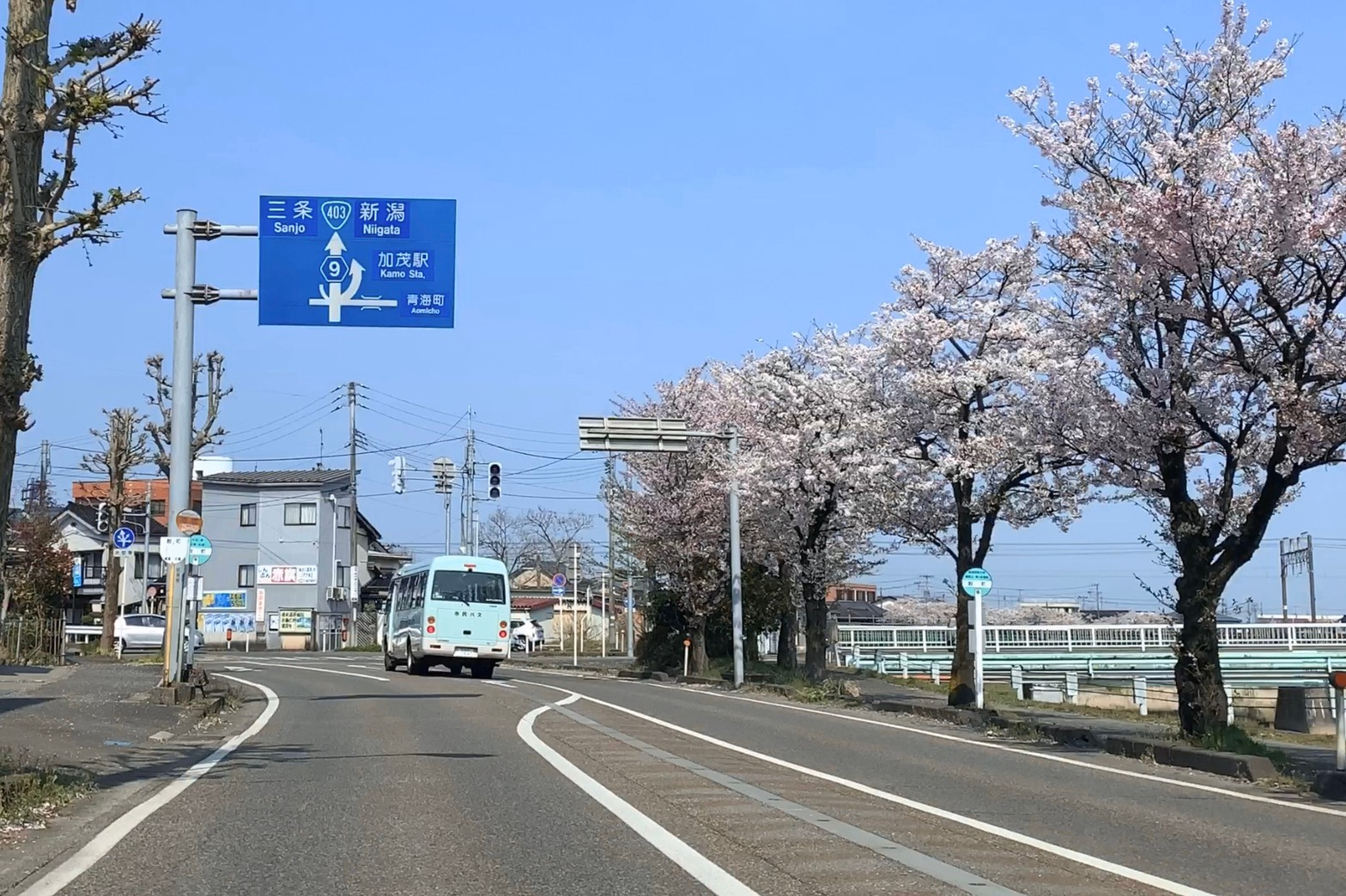
於加茂川左岸的「穀町」巴士站（2020年4月）

## 相鄰車站
東日本旅客鐵道
■信越本線

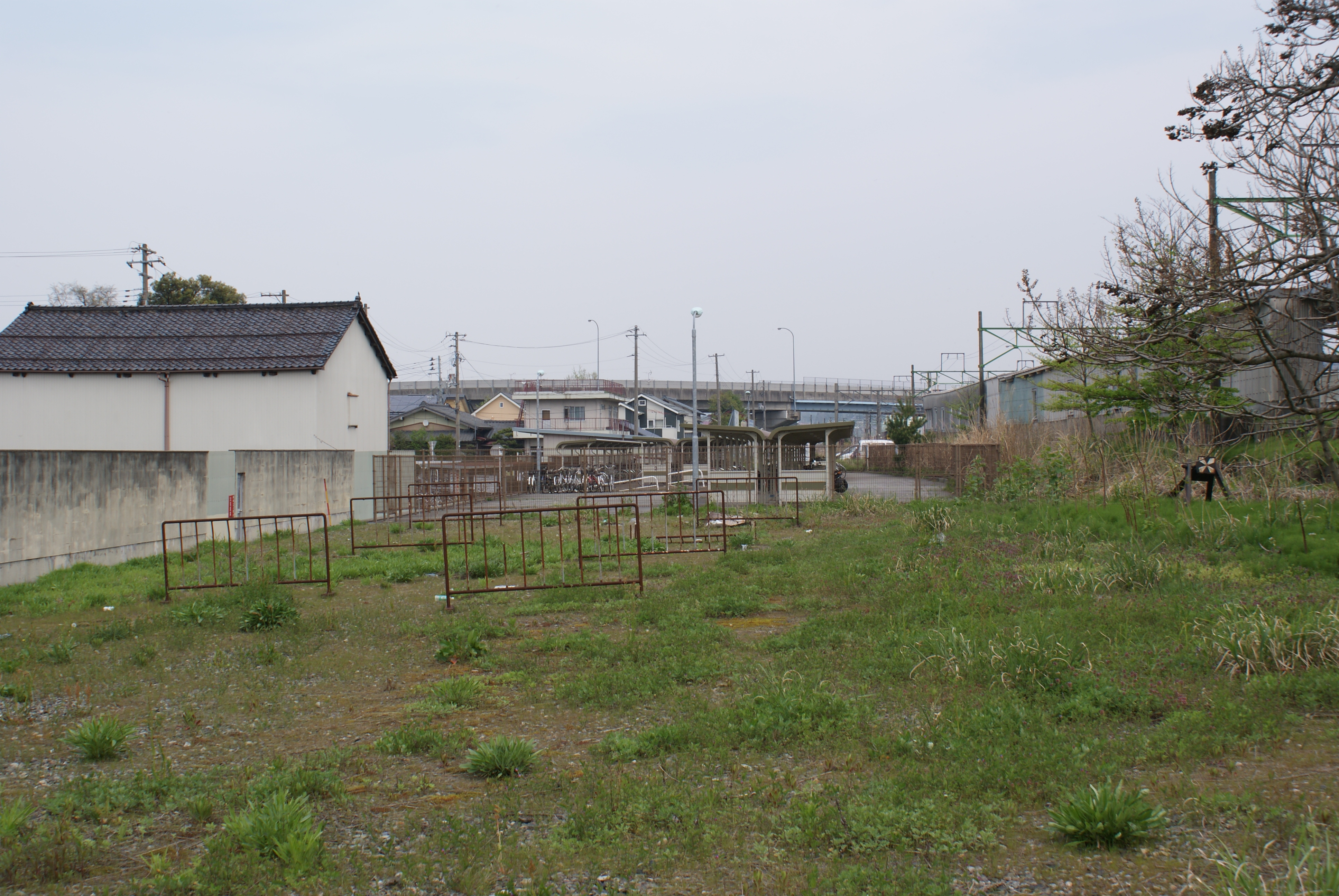
蒲原鐵道加茂站遺蹟。在右邊設有信越線月台。（2008年4月23日）

- 特急「白雪」、快速「樂樂列車信越」「早安信越」停車站

■快速
東三條－加茂－矢代田
■普通
保內－加茂－羽生田

### 曾經存在的路線
蒲原鐵道
蒲原鐵道線
加茂－陣峰

## 注腳

### 使用狀況
1. 1 2  . 東日本旅客鉄道.   [2020-07-13]. （原始内容存档于2020-07-10） （日语）.
2. ↑  . 東日本旅客鉄道.   [2019-04-04]. （原始内容存档于2019-03-28） （日语）.
3. ↑  . 東日本旅客鉄道.   [2019-04-04]. （原始内容存档于2019-03-28） （日语）.
4. ↑  . 東日本旅客鉄道.   [2019-04-04]. （原始内容存档于2019-03-28） （日语）.
5. ↑  . 東日本旅客鉄道.   [2019-04-04]. （原始内容存档于2019-03-28） （日语）.
6. ↑  . 東日本旅客鉄道.   [2019-04-04]. （原始内容存档于2019-03-28） （日语）.
7. ↑  . 東日本旅客鉄道.   [2019-04-04]. （原始内容存档于2019-03-28） （日语）.
8. ↑  . 東日本旅客鉄道.   [2019-04-04]. （原始内容存档于2019-03-28） （日语）.
9. ↑  . 東日本旅客鉄道.   [2019-04-04]. （原始内容存档于2019-03-28） （日语）.
10. ↑  . 東日本旅客鉄道.   [2019-04-04]. （原始内容存档于2019-03-28） （日语）.
11. ↑  . 東日本旅客鉄道.   [2019-04-04]. （原始内容存档于2019-03-28） （日语）.
12. ↑  . 東日本旅客鉄道.   [2019-04-04]. （原始内容存档于2019-03-28） （日语）.
13. ↑  . 東日本旅客鉄道.   [2019-04-04]. （原始内容存档于2019-03-28） （日语）.
14. ↑  . 東日本旅客鉄道.   [2019-04-04]. （原始内容存档于2019-03-22） （日语）.
15. ↑  . 東日本旅客鉄道.   [2019-04-04]. （原始内容存档于2016-03-04） （日语）.
16. ↑  . 東日本旅客鉄道.   [2019-04-04]. （原始内容存档于2019-03-22） （日语）.
17. ↑  . 東日本旅客鉄道.   [2019-04-04]. （原始内容存档于2019-03-22） （日语）.
18. ↑  . 東日本旅客鉄道.   [2019-04-04]. （原始内容存档于2019-03-22） （日语）.
19. ↑  . 東日本旅客鉄道.   [2019-04-04]. （原始内容存档于2019-03-22） （日语）.
20. ↑  . 東日本旅客鉄道.   [2019-07-16]. （原始内容存档于2019-07-05） （日语）.

## 外部連結
- 車站資訊（加茂）：東日本旅客鐵道（日語）